# Cardalitos
Cardalitos es un caserío peruano ubicado en el distrito de Pampas de Hospital, perteneciente a la provincia y el departamento de Tumbes, al norte del Perú. 

## Ubicación
Cardalitos se ubica al norte de la provincia de Tumbes, en el distrito de Pampas de Hospital, en el departamento de Tumbes.

## Demografía
En 2017 Cardalitos tenía una población de 158 habitantes.
| Gráfica de evolución demográfica de Cardalitos entre 1993 y 2017 |
|                                                                  |
| Fuentes: Población 1993 y 2017                                   |